# Kingsley (Michigan)
Kingsley – wieś w Stanach Zjednoczonych, w stanie Michigan, w hrabstwie Grand Traverse.